# غنام محمد
غنام محمد هو لاعب كرة قدم مصري محترف يلعب لنادي مودرن فيوتشر كلاعب خط وسط.

## السيرة
ولد غنام محمد في 12 مارس 1997 في مصر. بدأ مسيرته الكروية في الأهلي. في عام 2017 ، إنتقل إلى الجونة. في عام 2018 ، تم نقله إلى الإنتاج الحربي وفي عام 2021 إنتقل إلى نادي المستقبل. بشكل عام ، لديه أكثر من مائة مشاركة في جميع المسابقات بما في ذلك ظهوره في كأس الأمم الإفريقية تحت 23 سنة 2019.

## الألقاب والجوائز
فاز بكأس الأمم الإفريقية تحت 23 سنة 2019 وكأس الرابطة المصرية 2022 مع نادي فيوتشر.

## روابط خارجية
- غنام محمد على موقع قاعدة بيانات كرة القدم.إي يو (الإنجليزية)